# Partido Cauquenes
Der Partido Cauquenes war eine Verwaltungseinheit in der Intendencia Concepción im Generalkapitanat Chile. Er wurde 1786 aus dem Corregimiento Cauquenes gebildet. Später wurde der Partido Linares abgetrennt. 1823 wurde der Partido in Delegación Cauquenes umbenannt. 1812 betrug die Einwohnerzahl 31.815.